# كانتشيبورام
كانتشيبورام (بالتاملية: காஞ்சிபுரம்) هي مدينة هندية وتقع بولاية تامل نادو حيث تبعد حوالي 60 كيلومترا باتجاه جنوب الغرب عن تشيناي عاصمة الولاية. وتعد المدينة من أقدس سبع مدن عند الهندوس، وقد كانت مركزاً ثقافياً ودينياً هاماً في الهند التاريخية، ولا تزال موقعاً دينياً هاماً.
كانت المدينة في الفترة الممتدة بين القرن السادس إلى القرن الثامن الميلاديين عاصمة لدولة البلفائيين.
المدينة كذلك مليئة بالمعابد التاريخية.

## المناخ
يظهر الجدول التالي التغييرات المناخية على مدار السنة لكانتشيبورام:
| البيانات المناخية لـكانتشيبورام   | البيانات المناخية لـكانتشيبورام | البيانات المناخية لـكانتشيبورام | البيانات المناخية لـكانتشيبورام | البيانات المناخية لـكانتشيبورام | البيانات المناخية لـكانتشيبورام | البيانات المناخية لـكانتشيبورام | البيانات المناخية لـكانتشيبورام | البيانات المناخية لـكانتشيبورام | البيانات المناخية لـكانتشيبورام | البيانات المناخية لـكانتشيبورام | البيانات المناخية لـكانتشيبورام | البيانات المناخية لـكانتشيبورام | البيانات المناخية لـكانتشيبورام |
| الشهر                             | يناير                           | فبراير                          | مارس                            | أبريل                           | مايو                            | يونيو                           | يوليو                           | أغسطس                           | سبتمبر                          | أكتوبر                          | نوفمبر                          | ديسمبر                          | المعدل السنوي                   |
| --------------------------------- | ------------------------------- | ------------------------------- | ------------------------------- | ------------------------------- | ------------------------------- | ------------------------------- | ------------------------------- | ------------------------------- | ------------------------------- | ------------------------------- | ------------------------------- | ------------------------------- | ------------------------------- |
| متوسط درجة الحرارة الكبرى °م (°ف) | 29.1 (84.4)                     | 31.2 (88.2)                     | 33.4 (92.1)                     | 35.6 (96.1)                     | 38.2 (100.8)                    | 37.2 (99.0)                     | 35.2 (95.4)                     | 34.7 (94.5)                     | 34.1 (93.4)                     | 32.1 (89.8)                     | 29.3 (84.7)                     | 28.5 (83.3)                     | 33.2 (91.8)                     |
| متوسط درجة الحرارة الصغرى °م (°ف) | 19.2 (66.6)                     | 19.8 (67.6)                     | 22.0 (71.6)                     | 25.4 (77.7)                     | 27.3 (81.1)                     | 27.0 (80.6)                     | 25.9 (78.6)                     | 25.4 (77.7)                     | 24.8 (76.6)                     | 23.7 (74.7)                     | 21.6 (70.9)                     | 19.9 (67.8)                     | 23.5 (74.3)                     |
| معدل هطول الأمطار مم (إنش)        | 25 (1.0)                        | 6 (0.2)                         | 4 (0.2)                         | 19 (0.7)                        | 59 (2.3)                        | 77 (3.0)                        | 108 (4.3)                       | 173 (6.8)                       | 132 (5.2)                       | 185 (7.3)                       | 209 (8.2)                       | 107 (4.2)                       | 1٬104 (43.4)                    |
| المصدر: Climate-Data.org          |                                 |                                 |                                 |                                 |                                 |                                 |                                 |                                 |                                 |                                 |                                 |                                 |                                 |

## أعلام
- سي إن أنادوراي